# Derbi Tyne i Wear
El Derbi Tyne i Wear (en anglès Tyne and Wear derby), també conegut com a derbi del nord-est (en anglès North-East derby), és un derbi entre els equips de futbol del Newcastle United i el Sunderland. El derbi és una conseqüència de la rivalitat existent a la regió de North East England entre les dues ciutats, Newcastle i Sunderland, que es troben a només deu milles de distància. El Newcastle juga els seus partits com a local al St. James' Park, mentre que el Sunderland ho fa a l'Stadium of Light. El primer enfrontament entre aquests dos equips es va produir el 1883, essent el primer àrtit oficial durant la competició de copa del 1888, acabant en victòria del Sunderland per 2–1. Fins ara, el Newcastle ha guanyat el derbi en 53 ocasions, per 50 del Sunderland, havent empatat el partit 49 vegades. L'últim partit entre ells es va produir l'1 de febrer de 2014, en partit oficial de la Premier League, disputat a St. James' Park, en el qual el Sunderland va vèncer per 0-3.

## Història

### Rivalitat fora del futbol
La història del derbi de Tyne i Wear és una extensió moderna de la rivalitat entre Newcastle i Sunderland, que es remunta en el temps fins a l'època de la Guerra Civil Anglesa, quan les protestes contra els avantatges que tenien els mercaders a la monàrquica Newcastle per sobre de la resta de les comunitats de la regió va portar Sunderland a convertir-se en Roundhead, és a dir, partidària del Parlament.
Posteriorment, a Tyne i Wear van tornar a enfrontar-se entre ells, en aquest cas durant l'aixecament jacobita, quan Newcastle va donar suport a la Casa Hannover, amb el rei Jordi al capdavant, mentre que Sunderland va afiliar-se a la causa dels Stuart.

### Rivalitat futbolística

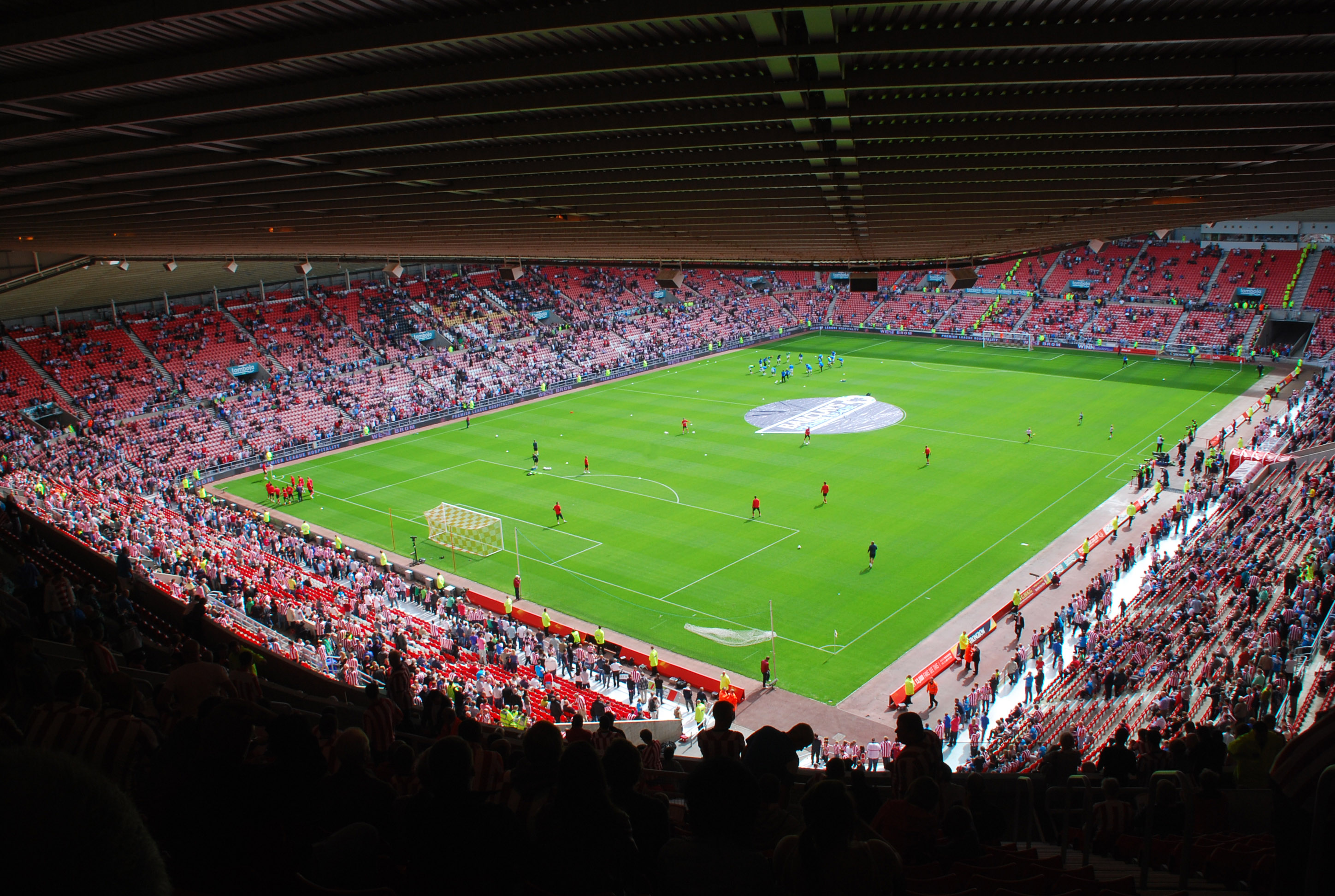
Jugadors escalfant a l'Stadium of Light abans d'un derbi.

Abans de l'inici del segle xx, la rivalitat a Newcastle i Sunderland era un afer entre ciutats. A Newcastle, la rivalitat existent durant la dècada de 1880 era entre el Newcastle East End (posteriorment convertit en Newcastle United) i el Newcastle West End, el qual va desaparèixer al patir una bancarrota el 1892. Mentrestant, a Wearside, un grup de jugadors va abandonar el Sunderland, formant el Sunderland Albion, el 1888, que passaria a ser el seu rival, tot i que va desaparèixer 4 anys més tard.
El primer partit entre el Newcastle i el Sunderland es va produir el 1883, tot i que el primer partit oficial va ser una eliminatòria de la FA Cup, disputada el novembre de 1887, que va acabar amb victòria del Sunderland per 2–0.
Al voltant del canvi de segle, la rivalitat va començar a emergir. Durant un partit disputat el Divendres Sant de 1901, a les acaballes de la temporada 1900-01, l'estadi de St. James' Park va haver de ser desallotjat, ja que 120.000 aficionats van entrar-hi, quan aquest tenia una capacitat de només 30.000 espectadors. La notícia va ser rebuda amb ràbia i va provocar una manifestació, que acabaria amb nombrosos seguidors de l'equip ferits. En tot cas, en general, tot i la gran quantitat d'aficionats que assistien als derbis - amb espectadors que arribaven a pujar als arbres per veure el partit - no hi ha evidències que suggereixin una gran animositat entre les dues aficions en els períodes prebèl·lic i post-bèl·lic. El 5 de desembre de 1908 el Sunderland va derrotar per 1-9 al Newcastle a St. James' Park, tot i que aquests darrers van guanyar el títol de lliga, quedant a nou punts dels seus rivals, que quedarien en tercera posició. Aquest resultat, no obstant, segueix sent la major victòria aconseguida en un partit del derbi Tyne i Wear, així com la major victòria aconseguida pel Sunderland fora de casa de tota la seva història i la pitjor derrota del Newcastle com a local en partit de lliga. La major victòria aconseguida pel Newcastle en un derbi és el de 6-1, assolida en dues ocasions, una com a local el 1920, l'altra com a visitant el 1955.
El 1979, el Sunderland va vèncer per 1-4 a Newcastle, amb Gary Rowell (que havia nascut a Seaham, als afores de Sunderland) marcant un hat-trick. El Dia d'Any Nou de 1985, Peter Beardsley, nascut a Newcastle, va aconseguir un hat-trick en la victòria del Newcastle per 3–1.
El 1990, els dos equips es van trobar en la semi-final dels play-off d'ascens; aquest partit va ser batejat com el 'més gran derbi Tyne–Wear de la història'. En el primer partit, disputat a Roker Park, el resultat va ser d'empat a 0, amb el Sunderland fallant un penal, tot i que en el segon partit s'acabaria imposant, 0-2, a 2–0 at St James' Park. Quan s'estava acabant el partit, alguns aficionats del Newcastle van envair el camp amb l'esperança que se suspengués el partit. En qualsevol cas, el joc es va reprendre i el Sunderland va poder consumar la victòria. El Sunderland perdria la final contra el Swindon Town, però un seguit d'irregularitats financeres faria perdre la plaça al Swindon en favor del Sunderland.
En el memorable derbi del 25 d'agost de 1999, l'entrenador del Newcastle, Ruud Gullit, va deixar als golejadors de l'equip, Alan Shearer i Duncan Ferguson, a la banqueta. El Sunderland va acabar guanyant el partit per 1-2 a St. James' Park gràcies als gols de Kevin Phillips i Niall Quinn, i davant de la indignació dels aficionats del Newcastle, Gullit va dimitir abans del següent partit de l'equip. El Sunderland va repetir gesta un any després, en un partit recordat per l'actuació del porter del Sunderland Thomas Sørensen, que va parar un penal a Shearer. Un altre derbi destacat fou el succeït el 17 d'abril de 2006, quan el Newcastle va necessitar només la primera part per aconseguir una victòria 1-4 a l'Stadium of Light de Sunderland. Un dels golejadors del Newcastle aquella cita, Michael Chopra, posteriorment fitxaria pel Sunderland, jugant 3 derbis contra el Newcastle. El 25 d'octubre de 2008, el Sunderland derrotaria al Newcastle per 2-1 a casa, la seva primera victòria com a local en un derbi en 28 anys.
El 31 d'octubre de 2010, el Newcastle va derrotar per 5-1 al Sunderland, amb el capità de l'equip, Kevin Nolan, aconseguint un hat-trick, mentre que el defensa del Sunderland, ex del Newcastle, Titus Bramble, va ser expulsat.
El 14 d'abril de 2013 el Sunderland va derrotar el Newcastle per 0-3, en el que era el segon partit de Paolo Di Canio com a entrenador de l'equip visitant, a més a més de ser la primera victòria del Sunderland a Newcastle en 13 anys. L'assistència al camp va ser de 52,355, amb 2,000 aficionats del Sunderland, inclòs el centrecampista Craig Gardner. La temporada següent, el Sunderland va aconseguir guanyar els dos partits contra el Newcastle per primera vegada des de la temporada 1966-67, i a més va encadenar tres derbis seguis vençuts per primer cop des de 1923- el Sunderland va guanyar per 2-1 a casa el 27 d'octubre de 2013, abans de repetir la victòria per 0-3 a St James Park l'1 de febrer de 2014.

## Sumari de resultats
- (Actualitzat l'agost de 2014)

|                     | Victòries del Newcastle | Victòries del Sunderland | Empats | Gols del Newcastle | Gols del Sunderland |
| ------------------- | ----------------------- | ------------------------ | ------ | ------------------ | ------------------- |
| Lliga               | 51                      | 44                       | 43     | 210                | 205                 |
| FA Cup              | 2                       | 3                        | 3      | 8                  | 11                  |
| Copa de la Lliga    | 0                       | 0                        | 2      | 4                  | 4                   |
| Play-offs           | 0                       | 1                        | 1      | 0                  | 2                   |
| Copa Texaco         | 0                       | 1                        | 0      | 1                  | 2                   |
| Copa Anglo-Escocesa | 0                       | 1                        | 0      | 0                  | 2                   |
| Total               | 53                      | 50                       | 49     | 223                | 226                 |

## Rècords i estadístiques

### Doble derbi
Quan un dels dos equips derrota a l'altre en els dos enfrontaments de lliga d'una temporada, es considera com una gran gesta i un senyal de superioritat. El Newcastle ha aconseguit el doble en 9 temporades (la més recent la 2005-06), mentre que el Sunderland ho ha assolit en 6 ocasions (la més recent la temporada 2013-14).

#### Dobles del Newcastle
| Temporada | Local | Visitant |
| --------- | ----- | -------- |
| 1909–1910 | 1–0   | 2–0      |
| 1911–1912 | 3–1   | 2–1      |
| 1913–1914 | 2–1   | 2–1      |
| 1920–1921 | 6–1   | 2–0      |
| 1955–1956 | 3–1   | 6–1      |
| 1956–1957 | 6–2   | 2–1      |
| 1992–1993 | 1–0   | 2–1      |
| 2002–2003 | 2–0   | 1–0      |
| 2005–2006 | 3–2   | 4–1      |

#### Dobles del Sunderland
| Temporada | Local | Visitant |
| --------- | ----- | -------- |
| 1904–1905 | 3–1   | 3–1      |
| 1919–1920 | 2–0   | 3–2      |
| 1923–1924 | 3–2   | 2–0      |
| 1954–1955 | 4–2   | 2–1      |
| 1966–1967 | 3–0   | 3–0      |
| 2013–2014 | 2–1   | 3–0      |

### Majors victòries
Sunderland
9-1: (V) 5 de desembre de 1908
Newcastle
6–1 (L): 9 d'octubre de 1920, (V) 26 de desembre de 1955

### Victòries consecutives
Newcastle
5 partits:
24 de febrer de 2002 – 17 d'abril de 2006
Sunderland
3 partits:
24 de desembre de 1904 – 2 de setembre de 1905; 11 de novembre de 1922 - 22 de desembre de 1923; 14 d'abril de 2013 – 1 de febrer de 2014

### Més empats consecutius
4 partits: 8 d'abril de 1985 – 13 de maig de 1990

### Més partits disputats
| Club       | Jugador        | Lliga | Copa | Total |
| ---------- | -------------- | ----- | ---- | ----- |
| Newcastle  | Jimmy Lawrence | 22    | 5    | 27    |
| Sunderland | George Holley  | 17    | 5    | 22    |

### Més gols
| Club       | Jugador        | Lliga | Copa | Total |
| ---------- | -------------- | ----- | ---- | ----- |
| Newcastle  | Jackie Milburn | 9     | 2    | 11    |
| Sunderland | George Holley  | 13    | 2    | 15    |

### Assistència

#### Més assistència
| Lloc       | Assistència | Resultat                        | Data |
| ---------- | ----------- | ------------------------------- | ---- |
| Newcastle  | 70,000      | Newcastle United 2–2 Sunderland | 1901 |
| Sunderland | 68,004      | Sunderland 2-2 Newcastle United | 1950 |

#### Menys assistència
| Lloc       | Assistència | Resultat                        | Data |
| ---------- | ----------- | ------------------------------- | ---- |
| Newcastle  | 17,494      | Newcastle United 1-3 Sunderland | 1893 |
| Sunderland | 5,000       | Sunderland 2–0 Newcastle United | 1888 |